# Pico BAM
Pico BAM ou Pik BAM (em russo:  Пик БАМ) é uma montanha no krai de Zabaykalsky, na Rússia. Com 3072 m de altitude no topo, é a mais alta da cordilheira Kodar e a mais alta entre o lago Baikal e Okhotsk. O seu nome deve-se à linha ferroviária Baikal-Amur, que passa a sul da montanha. A localidade mais próxima é Novaya Chara.